# Annick Klug
Annick Klug (* 1967 im Kanton Genf) ist eine Schweizer Schauspielerin und Drehbuchautorin.

## Leben
Die in der Nähe des Genfersees geborene Annick Klug besuchte ab 1987 die Schauspiel-Akademie Zürich. Es folgten Theaterverpflichtungen in Deutschland, wo sie u. a. die Ophelia und die Kassandra spielte, aber auch am experimentellen Improvisationstheater und in Boulevardstücken. Nebenbei betätigte sie sich auch als Sängerin im Rahmen eigener musikalischer Programme. Seit Mitte der 1990er Jahre stand Annick Klug auch immer wieder vor der Kamera und wirkte vor allem in deutschen Fernsehproduktionen mit.
Ab 2013 wirkte sie an den Drehbüchern der Serie Verbotene Liebe mit, seit 2015 schreibt sie für die Serie Rote Rosen. 2023 erschien ihr Historien-Roman Der Porzellaner – eine Geschichte aus Meißen.

## Filmografie
- 1994: Tödliche Wahl (Fernsehserie)
- 2000: Bronski und Bernstein (Fernsehserie, eine Folge)
- 2005: Ausgesperrt (Kurzfilm)
- 2007: Die Rosenheim-Cops – Die sieben Kreuze
- 2007: Die Masche mit der Liebe
- 2008: Tag und Nacht
- 2011: Die Rosenheim-Cops – Tod eines Schiris
- 2012: Das Haus Anubis (Fernsehserie, 15 Folgen)

## Theater
- 1991–1993 Hessisches Landestheater Marburg
- 1993–1995 Staatstheater Darmstadt
- 1996–2000 Im weißen Rössl, R: Herbert Adler – Stadttheater Hildesheim
- 1996–2000 Leonce und Lena, R: Martin Gelzer – Stadttheater Hildesheim
- 1996–2000 Minna von Barnhelm, R: Andreas Hermann – Stadttheater Hildesheim
- 1996–2000 Das kunstseidene Mädchen, R: Uwe Cramer – Stadttheater Hildesheim
- 1996–2000 Die drei Schwestern, Stadttheater Hildesheim
- 1996–2000 Hamlet, R: Andreas Hermann – Stadttheater Hildesheim
- 2002 Vor dem Abriss, R: Uwe Cramer – Theater unterm Dach
- 2002–2006 Der Sturm, R: Giora Seeliger – Shakespeare Company Berlin
- 2002–2006 Wie es Euch gefällt, R: Vincianne Regattieri – Shakespeare Company Berlin
- 2002–2006 Ende gut alles gut, R: Sarah Kohrs – Shakespeare Company Berlin
- 2004–2006 Titus+Chronik, R: Renat Safiullin – Komödianten-Company Dresden
- 2004–2006 Wilhelm Tell, R: Renat Safiullin – Komödianten-Company Dresden
- 2006 Pippi in Taka-Tuka-Land
- 2007 Charlies Tante, R: Renat Safiullin – Mittelsächsisches Theater Freiberg
- 2008 Frühlingserwachen, R: Manuel Schöbel – Mittelsächsisches Theater Freiberg
- 2005–2010 Die satten Sechziger (Schlagerrevue)
- 2009 Wie Europa gelingt
- 2010 Grüne Lunge, Blutiges Pflaster – Deutsche Städte operieren an ihrer Mitte

## Bücher
- 2023: Der Porzellaner – eine Geschichte aus Meißen, Bastei Lübbe